# Список самых высоких зданий Испании
Основная статья: Список самых высоких зданий Евросоюза
Ниже представлен список самых высоких зданий Испании. Самое высокое здание в стране — Torre Cepsa, высота которой 249,9 метров, что делает её 12-й в списке самых высоких зданий Европы, 4-й в списке самых высоких зданий Евросоюза.

## Построенные небоскрёбы
По убыванию высоты. Знак равенства = после порядкового номера означает, что несколько зданий имеют одинаковую высоту. Высота указана по верхнему архитектурному элементу (шпили и т. п.), но без учёта антенн.
| № п/п | Название                 | Город                  | Фото | Высота, м. | Надземных этажей | Год окончания постройки | Примечания, ссылки |
| ----- | ------------------------ | ---------------------- | ---- | ---------- | ---------------- | ----------------------- | --- |
| 1     | Torre Cepsa              | Мадрид                 |      | 249,9      | 45               | 2008                    | Самое высокое здание страны с 2008 года, 12-е по высоте в Европе, 4-е в Евросоюзе. Ранее также известно под названиями Torre Repsol, Torre Caja Madrid, Torre Foster и Torre Bankia. Часть делового комплекса «Четыре башни».                                           |
| 2     | Стеклянная башня         | Мадрид                 |      | 249        | 45, 50 или 53    | 2008                    | Часть делового комплекса «Четыре башни». |
| 3     | Torre PwC                | Мадрид                 |      | 236,0      | 52               | 2008                    | Ранее известно под названием Torre Sacyr Vallehermoso. 60% здания отданы под гостиничные номера (одна из высочайших гостиниц Европы). На крыше установлена ветряная электростанция, частично снабжающая здание электричеством. Часть делового комплекса «Четыре башни». |
| 4     | Космос                   | Мадрид                 |      | 230,0      | 56               | 2007                    | Часть делового комплекса «Четыре башни». |
| 5     | Intempo                  | Бенидорм               |      | 200,0      | 52               | 2013                    | Форма здания (число 11 и буква М) выбрана в память о терактах в Мадриде 11 марта 2004 года. |
| 6     | Gran Hotel Bali          | Бенидорм               |      | 186,0      | 52               | 2002                    | Самое высокое здание страны с 2002 по 2007 год и вторая по высоте гостиница в Европе в этот же период. Строительство продолжалось 14 лет. Высота антенны составляет 24 метра.                                                                                           |
| 7     | Torre Sevilla            | Севилья                |      | 178        | 43               | 2015                    | |
| 8     | Torre Iberdrola          | Бильбао                |      | 165,0      | 40               | 2011                    | |
| 9     | Torre Lúgano             | Бенидорм               |      | 158,0      | 43               | 2008                    | Самое высокое жилое здание страны с 2008 года. |
| 10    | Пикассо                  | Мадрид                 |      | 156,4      | 43               | 1988                    | Самое высокое здание страны с 1988 по 2002 год, самое высокое здание Мадрида с 1988 по 2007 год. |
| 11=   | Отель Артс               | Барселона              |      | 154,0      | 44               | 1992                    | Одна из высочайших, комфортабельных и дорогих гостиниц Европы. |
| 11=   | Torre Mapfre             | Барселона              |      | 154,0      | 40               | 1992                    | |
| 13    | Neguri Gane              | Бенидорм               |      | 148,0      | 43               | 2002                    | |
| 14    | Агбар                    | Барселона              |      | 144,4      | 33               | 2004                    | Здание имеет 4400 окон и 4500 разноцветных ламп ночной иллюминации. |
| 15    | Мадридская башня         | Мадрид                 |      | 142,0      | 37               | 1957                    | Самое высокое здание страны с 1960 по 1988 год. |
| 16    | Edificio Kronos          | Бенидорм               |      | 140,0      | 41               | 2008                    | |
| 17    | Edificio Don Jorge       | Бенидорм               |      | 124,0      | 36               | 2008                    | |
| 18    | Mirador del Mediterráneo | Бенидорм               |      | 123,0      | 32               | 2006                    | |
| 19=   | Торрес-де-Санта-Крус 1   | Санта-Крус-де-Тенерифе |      | 120,0      | 35               | 2004                    | |
| 19=   | Торрес-де-Санта-Крус 2   | Санта-Крус-де-Тенерифе |      | 120,0      | 35               | 2006                    | |
| 19=   | Torre Levante            | Бенидорм               |      | 120,0      | 35               | 1985                    | |
| 22    | Европа                   | Мадрид                 |      | 119,8      | 30               | 1985                    | |

## Планируемые и недостроенные небоскрёбы
| № п/п | Название                                       | Город     | Фото | Высота, м. | Надземных этажей | Строительство | Примечания, ссылки |
| ----- | ---------------------------------------------- | --------- | ---- | ---------- | ---------------- | ------------- | ------------------ |
| 1     | Torre La Sagrera                               | Барселона |      | 148,0      | 34               | с 2009        |                    |
| 2     | Centro Internacional de Convenciones de Madrid | Мадрид    |      | 120,0      | 10               | с 2009        |                    |